# Uxelles
Uxelles là một xã trong vùng hành chính Franche-Comté, thuộc tỉnh Jura, quận Lons-le-Saunier, tổng Clairvaux-les-Lacs. Tọa độ địa lý của xã là 46° 36' vĩ độ bắc, 05° 47' kinh độ đông. Uxelles nằm trên độ cao trung bình là 598 mét trên mực nước biển, có điểm thấp nhất là 570 mét và điểm cao nhất là 686 mét. Xã có diện tích 5.27 km², dân số vào thời điểm 2004 là 55 người; mật độ dân số là 10 người/km².

## Thông tin nhân khẩu
| 1962 | 1968 | 1975 | 1982 | 1990 | 1999 |
| ---- | ---- | ---- | ---- | ---- | ---- |
| 41   | 47   | 35   | 47   | 44   | 39   |

## Địa điểm tham quan
Nhà thờ của Uxelles được xây trong thế kỉ thứ 17.